# SWR Symfonieorkest Baden-Baden en Freiburg

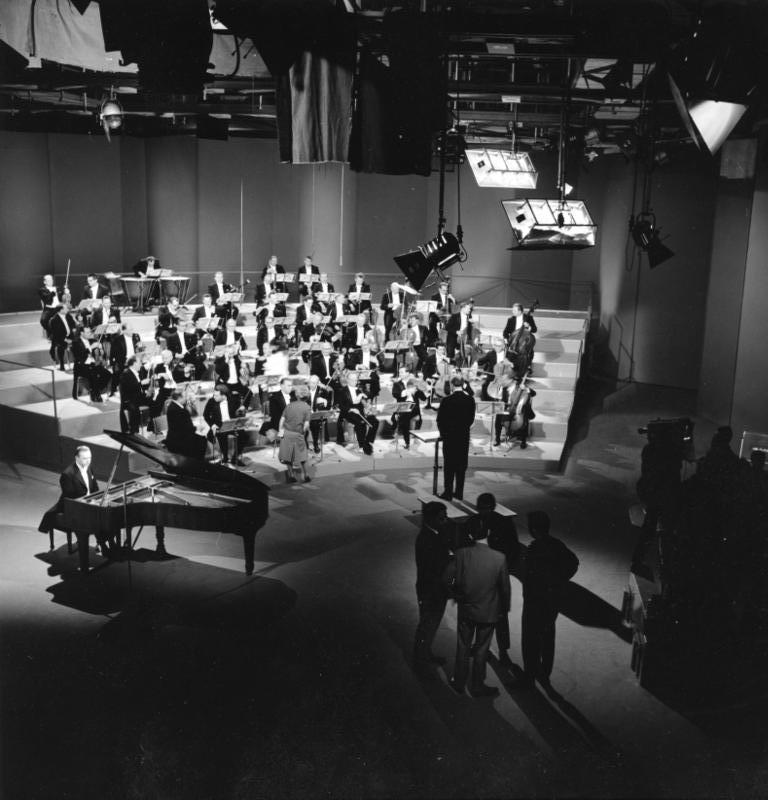
het SWR Symfonieorkest in 1964

Het SWR Symfonieorkest Baden-Baden en Freiburg is een van de twee symfonieorkesten van de Südwestrundfunk (SWR) uit Freiburg im Breisgau. Sinds de oprichting op 1 februari 1946 staat het orkest vooral bekend om zijn talrijke premières van nieuwe muziek. Vanaf 1999 heeft het orkest zijn zetel in het concertgebouw van Freiburg im Breisgau. 

## Geschiedenis
Bij de oprichting in 1946 te Baden-Baden werd het voormalige "Kur- und Sinfonieorchester Baden-Baden" overgenomen en het orkest kreeg de naam Philharmonisches Orchester des Südwestfunks (SWF), maar de naam werd nog in hetzelfde jaar veranderd in Groot Orkest van de Südwestfunk. De eerste chef-dirigent Hans Rosbaud (van 1948 tot 1962) legde in 1950 met het eerste openbare optreden bij de Donaueschinger Musiktage de basis voor de sindsdien voortdurende toewijding aan eigentijdse muziek. Er werden werken van Paul Hindemith en Igor Stravinsky voor het eerst in Duitsland uitgevoerd; beide componisten kwamen naar Baden-Baden en werkten als gastdirigenten. In de jaren vijftig was Stravinsky vier keer in Baden-Baden. In 1949 maakte het orkest de eerste buitenlandse concertreis naar Bazel (Zwitserland), Aix-en-Provence, Parijs en Venetië. 
In 1958 werd Pierre Boulez "artist-in-residence" en begon te Baden-Baden zijn wereldcarrière als dirigent. Al vanaf 1951 was Ernest Bour regelmatig gastdirigent van het orkest, maar pas in 1964 werd hij benoemd tot chef-dirigent. Hij heeft met het orkest ten minste 110 premières van nieuwe composities verzorgd, onder andere György Ligeti Lontano, voor orkest; Bernd Alois Zimmermann Concert "en forme de pas de trois", voor cello en orkest; Luciano Berio, Sinfonia, voor acht stemmen en orkest.
In 1966 werd de naam weer veranderd in Sinfonieorchester des Südwestfunks.
Van 1980 tot 1986 is Kazimierz Kord chef-dirigent van het orkest. Hij was een totaal andere dirigent dan Rosbaud en Bour omdat hij een voorliefde had voor "Onmiddellijkheid" en "Impulsiviteit", en daarmee ook voor de Oost-Europese symfonische stijl van Pjotr Iljitsj Tsjaikovski, Dmitri Sjostakovitsj en Witold Lutosławski. 
In 1986 werd Michael Gielen nieuwe chef-dirigent van het orkest. Onder het motto "Muziek is ondeelbaar" streefde hij ernaar muziek niet als een kalmerend middel te verstrekken, maar klassieke muziek en de nieuwe muziek als gelijkwaardig te zien. Naast complete opnames van symfonieën van Ludwig van Beethoven en Gustav Mahler stonden premières van Mathias Spahlinger en Mauricio Kagel en ook ongewone programmering. Hij was initiatiefnemer van het televisieproject "Orkestkleuren". Met het orkest was hij bij vele festivals zoals Salzburger Festspiele, Luzerner Festwochen, Edinburgh Festival en de Berliner Festwochen. In de Carnegie Hall bracht hij de première van Bernd Alois Zimmermann Requiem ten gehore. Michael Gielen werd benoemd tot ere-dirigent. 
In 1996 vertrok het orkest van Baden-Baden naar Freiburg im Breisgau. 
Als gevolg van de fusie van de oorspronkelijk onafhankelijke omroepzender Süddeutscher Rundfunk (SDR) te Stuttgart en de Südwestfunk (SWF) in Baden-Baden tot de Südwestrundfunk (SWR) kreeg het orkest in 1998 zijn huidige naam SWR Symfonieorkest Baden-Baden en Freiburg.
Sinds 1999 is de Fransman Sylvain Cambreling chef-dirigent van het orkest. 
Vanaf de oprichting in 1946 heeft het orkest rond 400 wereldpremières op zijn naam gebracht. Op 27 januari 2006 werd het 60-jarig jubileum gevierd met een feestconcert in het concertgebouw te Freiburg im Breisgau.

## Dirigenten
- 1948-1968 Hans Rosbaud
- 1964–1979 Ernest Bour
- 1980–1986 Kazimierz Kord
- 1986–1999 Michael Gielen
- 1999-2011 Sylvain Cambreling
- 2011-2016 François-Xavier Roth